# セントクラウド (ミネソタ州)
セントクラウド (St. Cloud) は、アメリカ合衆国ミネソタ州中部に位置する都市。ミネアポリス・セントポールの北西約100km、ミシシッピ河畔に位置する。人口は6万8881人（2020年）。
市域の大部分はセントクラウドに郡庁を置くスターンズ郡内に広がっているが、一部は隣接するベントン郡およびシャーバーン郡にもかかっている。セントクラウド都市圏はスターンズ・ベントン両郡から成る。より広域的には、人口350万人を超えるミネアポリス・セントポールの広域都市圏に含まれる。市名はフランス・パリ西郊の町サン＝クルーに由来しており、その大元は6世紀のフランスの僧侶の名に由来している。

## 歴史
現在のセントクラウド市があるこの地には、何千年にもわたって様々な部族の先住民が住んできた。ヨーロッパ人がこの地で先住民と取引を始めた頃には、この地にはオタワ族、オジブワ族、およびホーチャンク族（ウィネベーゴ族）が住み着いていた。
やがて1849年にミネソタ準州が成立した後、1851-52年にかけてホーチャンク族との条約交渉が行われ、この地への入植が始まった。フランス系ユグノー教徒の子孫で、ナポレオン・ボナパルトに関心を持っていた、メイン州出身のジョン・ウィルソンは、ナポレオンがお気に入りの住居を構えていたパリ西郊の町サン＝クルー（綴り: Saint-Cloud）にちなんで、この入植地をその英語読みでセントクラウドと名付けた。

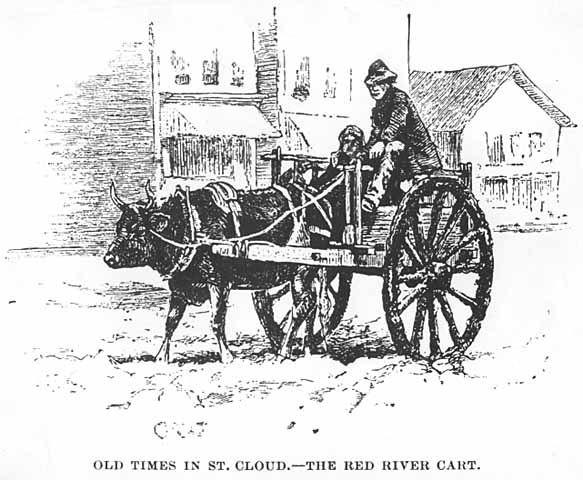
セントクラウド市内を走るレッド・リバー荷車（1887年）

セントクラウドは、レッド・リバー・トレイルと呼ばれた、カナダとの国境の町ペンビナ（現ノースダコタ州）とセントポールとを結ぶ、メティの交易路上の中間点にあった。行き交う荷車の列はしばしば牛車数百台にものぼった。この交易路でやってきて毛皮を売り、生活必需品に替えて彼らの居住地に持ち帰っていたメティは、セントクラウドの西で野営し、セントクラウドで、もしくはそのすぐ北のソークラピッズでミシシッピ川を渡っていた。
セントクラウドは1856年に市として正式に法人化された。この市はもともと、1853年からヨーロッパ人による入植が始まった、アッパータウン、ミドルタウン、ロウアータウンと呼ばれた3つの入植地から発展した。今日においても、これら3つの入植地を分けていた谷の遺構を見ることができる。「アルカディア」とも呼ばれたアッパータウンは、ケンタッキー州から奴隷を連れてやってきた交易家、シルバナス・ロウリー将軍によって区画された。ロウリーは1852-53年に準州議員を務めた後、1856年にセントクラウドの初代市長となり、1年だけ務めた。ミドルタウンは主にドイツ系のカトリック系移民と、東部諸州からの移住者によって創設された。彼らは、先住民への伝道のためにこの地に赴いたフランシス・ザビエル・ピアーツ神父に率いられて、この地にやってきた。ロウアータウンは、ニューイングランド北部やアップステート・ニューヨークなどからの入植者によって創設された。
当時、ミネソタ準州は奴隷制の認められていない「自由準州」とされていたにもかかわらず、前述の通り、ロウリーはこの地に奴隷を連れてやってきた。これに対し、ピッツバーグからセントクラウドに移り住んだ、奴隷制廃止論者で新聞記者のジェーン・グレイ・スイスヘルムは、紙上で幾度にもわたってロウリーを攻撃した。ある時、ロウリーは「自警団」を組織し、スイスヘルムの新聞社に押し入り、彼女の書いた記事を持ち去り、ミシシッピ川に投げ捨てた。そしてロウリーは、セントクラウド・タイムズ紙の前身となる、The Unionという対抗紙を創刊した。その後、ロウリーは1862年にミネソタ州議会上院議員に選出されたが、1865年にセントクラウド市内で死去した。
1857年、連邦最高裁判所がドレッド・スコット対サンフォード事件に対して、奴隷は自由を求める裁判を起こすことができない、およびミズーリ協定は違憲であるという判決を下したことにより、ミネソタ準州においても奴隷制廃止の法的根拠が無くなった。南北戦争が開戦すると、ほぼ全ての南部人は、奴隷を連れてセントクラウドを去った。
1864-66年には、スティーブン・ミラーが2年間ミネソタ州知事を務めた。ミラーは史上唯一、ミネソタ州知事を務めたセントクラウド市民であった。ミラーはペンシルベニア・ドイツ人の実業家、弁護士、作家、奴隷廃止運動家で、アレクサンダー・ラムジーの友人であった。1860年の大統領選挙では、ミラーは共和党の選挙人として、エイブラハム・リンカーンに投票した。
1880年代に入るとこの地域で御影石の採石が始まり、セントクラウドを「御影石の街」と呼ばせしめるようになった。また、ミシシッピ川の水位は不安定であったが、セントクラウドには毛皮その他の商取引の一手段として、蒸気船が定期的に停泊した。しかし、1912-14年にかけて、下流のクーンラピッズにダムが建設されると、蒸気船はセントクラウドまで上って来なくなった。

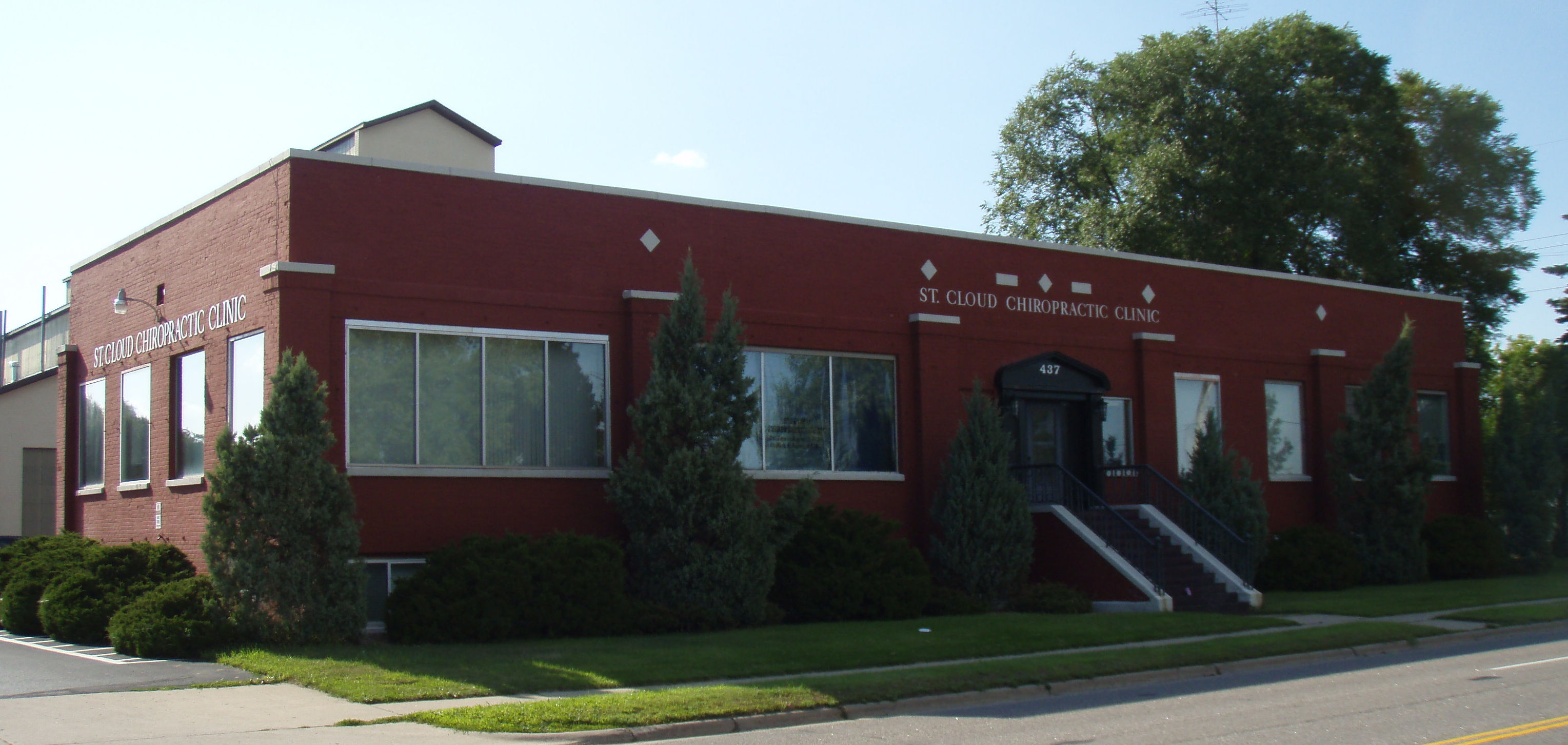
パン自動車会社跡地

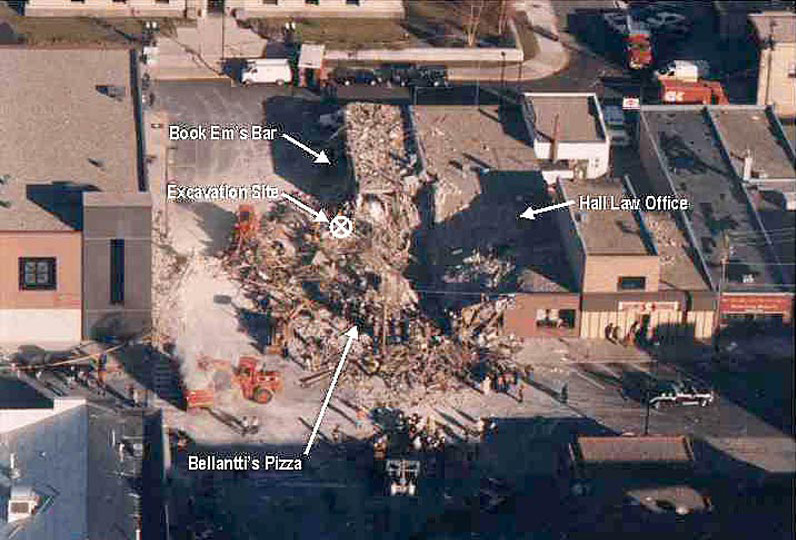
1998年のガス爆発事故の現場

1917年、サミュエル・パンドルフォはセントクラウドでパン自動車会社を創業した。パンドルフォは、この自動車会社はセントクラウドを次のデトロイトにすると豪語した。しかし、その後パンドルフォは、投資家からの詐欺未遂行為で有罪判決を受け、投獄された。パン自動車会社跡地は、1984年に国家歴史登録財に登録された。
1998年12月11日、セントクラウドのダウンタウン、スターンズ郡庁舎付近でガス爆発事故が起きた。原因は通信設備の設置作業者のミスで、地下の天然ガスパイプラインを貫通してしまい、ガス漏れを起こしたことであった。この事故で、4人が死亡、1人が重傷、10人が軽傷を負い、6棟が全半壊し、399,000ドルの損害が出た。

## 地理

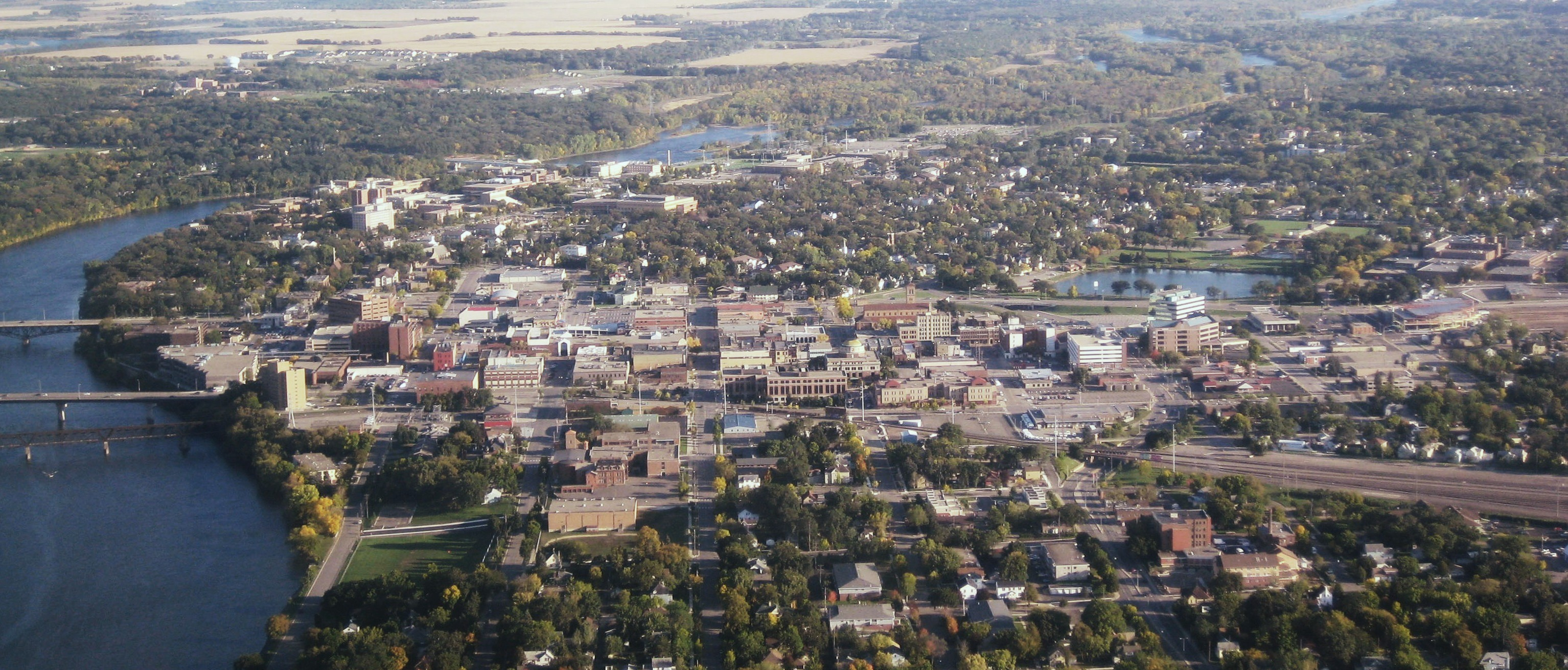
ミシシッピ川上流側からセントクラウドのダウンタウンを望む（2007年）

セントクラウドは北緯45度33分14秒 西経94度10分13秒 / 北緯45.55389度 西経94.17028度に位置する。市はミネソタ州中部に位置し、ミネアポリス・セントポールからは北西へ約100km、ノースダコタ州ファーゴからは南東へ約250kmに位置する。市の標高は314mである。
アメリカ合衆国国勢調査局によると、セントクラウド市は総面積106.35km2（41.06mi2）である。そのうち103.62km2（40.01mi2）が陸地で2.73km2（1.05mi2）が水域である。総面積の2.57%が水域となっている。市域をミシシッピ川本流が南北に横切っており、ダウンタウンは西岸に形成されている。ダウンタウンの南、技術高校の東隣には、広さ7エーカー（28,300m2）、深さ35フィート（10.7m）のジョージ湖が水を湛えており、その周囲は公園として整備されている。また、市北西部には、ミシシッピ川の支流であるソーク川が蛇行しながら流れ、市北端でミシシッピ川に合流している。

### 気候
セントクラウドの気候は、概ね涼しいものの時折蒸し暑くなることもある夏と、乾燥して寒さが厳しく、相当量の降雪もある冬に特徴付けられる、大陸性の気候である。最も暑い7月の最高気温の平均は約28℃に達し、最低気温は平均15℃、平均気温は約21℃である。最も寒い1月の平均気温は氷点下11℃、最低気温は氷点下17℃まで下がり、日中でも氷点下6℃程度までしか上がらない。降水量は夏季の6月から9月にかけては多く、月間85-105mm程度、逆に冬季の12月から2月にかけては少なく、月間15-20mm程度、その他の月は月間35-75mm程度である。また、冬季の11月から3月にかけては月間18-24cm程度の降雪が見られる。年間降水量は700mm程度、年間降雪量は115cm程度である。ケッペンの気候区分では、セントクラウドは中西部でも北のほうに広く分布する、亜寒帯湿潤気候（Dfb）に属する。
|               | 1月   | 2月  | 3月  | 4月  | 5月  | 6月   | 7月  | 8月  | 9月  | 10月 | 11月 | 12月 | 年    |
| ------------- | ----- | ---- | ---- | ---- | ---- | ----- | ---- | ---- | ---- | ---- | ---- | ---- | ----- |
| 平均気温（℃） | -11.3 | -8.3 | -1.4 | 6.9  | 13.6 | 18.7  | 21.3 | 19.9 | 14.8 | 7.6  | -0.9 | -8.9 | 6.1   |
| 降水量（mm）  | 17.8  | 15.2 | 40.6 | 66.0 | 76.2 | 106.7 | 83.8 | 96.5 | 88.9 | 63.5 | 35.6 | 20.3 | 703.6 |
| 降雪量（cm）  | 21.8  | 17.8 | 21.6 | 7.6  | -    | -     | -    | -    | -    | 2.0  | 21.3 | 23.9 | 116.1 |

## 政治

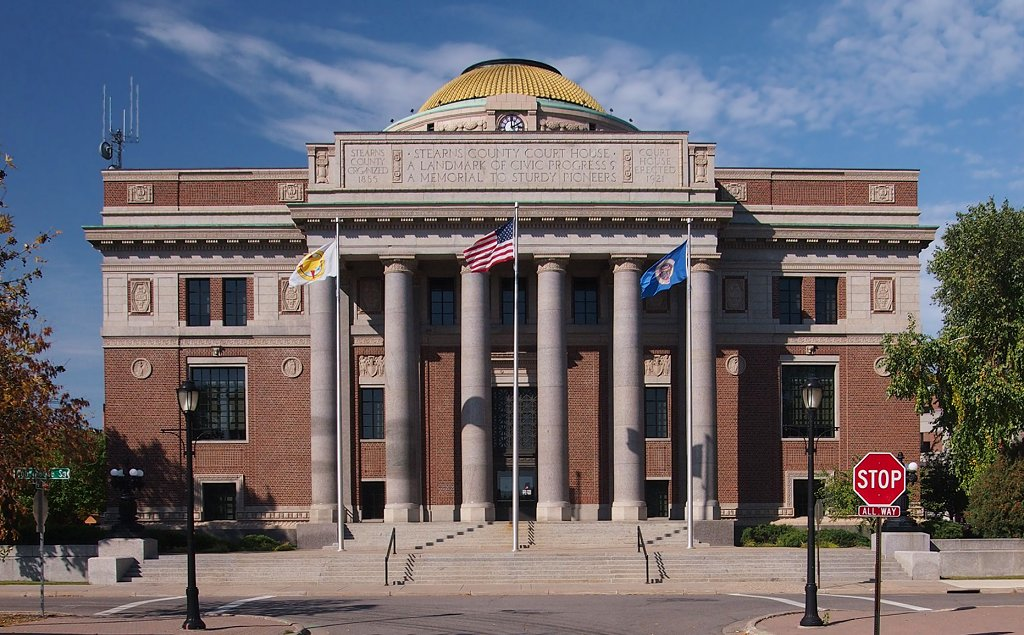
スターンズ郡庁舎。1982年に国家歴史登録財に登録された。

セントクラウドは市長制を採っている。市長は市の行政実務の最高責任者であり、市条例、州法、および連邦法の定めるところにより権限を有し、任務遂行の責任を負う。市長は市書記官、市弁護士、市技師、市財務長官、および市政府各局の局長の任命・罷免権限を有する。市長は市議会に個人として、もしくは代表として出席する義務を負う。また、市長は市の予算案を作成し、市の財務状況および要望について、市議会に報告する義務を負う。市長は全市からの投票によって選出され、その任期は4年である。
市議会は市の立法機関であり、市条例および市予算案の決議、市債の発行、および市長が任命した市政府人事の承認を行う。市議会は7人の議員から成っており、そのうち4人は市を4つに分けた小選挙区から1人ずつ、残りの3人は全市から選出される。市議員の任期は4年で、2年ごとに半数を改選する。
ミネソタ州議会下院議員選挙においては、セントクラウドは第14区A、および一部が第14区Bに属する。州議会上院議員選挙においては、セントクラウドは第14区に属する。連邦議会下院議員選挙においては、セントクラウドは周辺地域およびミネアポリス・セントポールの北郊および西郊とともに、ミネソタ第6区に属している。この選挙区では、共和党がかなり強い勢力を持っている。

## 交通

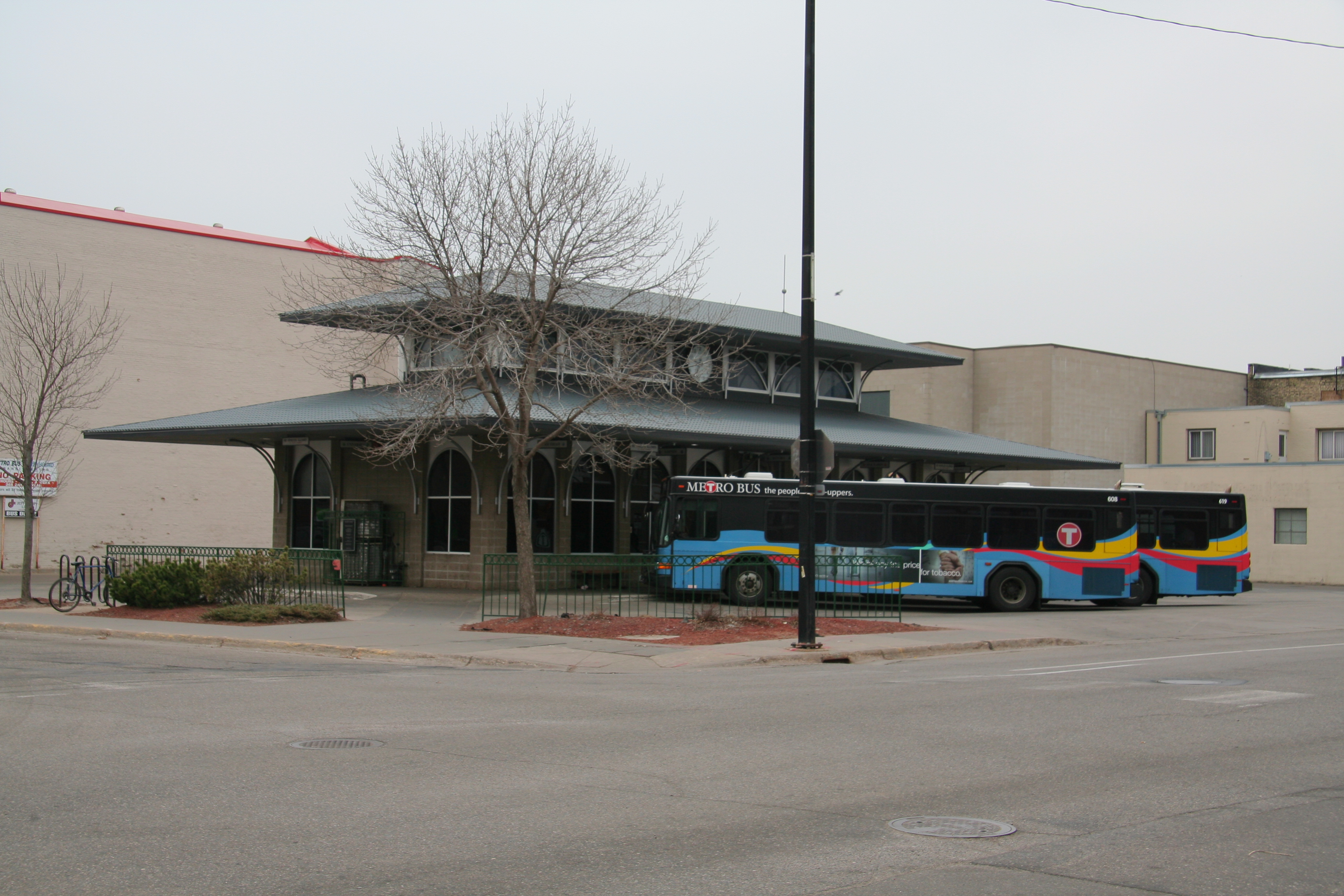
セントクラウド・メトロバス・トランジット・センター

セントクラウド地域空港（IATA: STC）はダウンタウンの東約7kmに立地している。しかし、この空港は規模が小さく、自家用機やチャーター機などゼネラル・アビエーションが主で、定期旅客便を就航させている航空会社はアレジアント・エア1社のみ、便もメサ（フェニックス都市圏）のゲートウェイ空港への定期便、およびフロリダ半島南西部のプンタゴルダへの季節運航便（冬季のみ）が就航しているにとどまる。より規模が大きく、便数の多い空港としては、ミネアポリスのダウンタウンの南西約13kmに立地するミネアポリス・セントポール国際空港があり、セントクラウドからは車で約1時間半である。同空港はデルタ航空のハブ空港で、同社の便を中心に国内外から多数の直行便が発着する。
州間高速道路I-94は市南部を東西に通っている。I-94は最も北側を通る東西の州間高速道路で、モンタナ州ビリングスとミシガン州ポートヒューロンを結んでいる。セントクラウドからは、東行がミネアポリス・セントポールに直結しているのみならず、その先のミルウォーキーやシカゴへも通ずる、重要度の高い道路である。この他、セントクラウド市内を通る主な道路としては、国道10号線、ミネソタ州道15号線、および州道23号線が挙げられる。
セントクラウドの公共交通機関であるメトロバスの路線バス網は16系統を有し、セントクラウド市内のみならず、隣接するサーテル、ソークラピッズ、およびウェイトパークの各市にもバスを走らせている。ダウンタウンにあるメトロバスのトランジット・センターは、メトロバスの路線バス網の中心となるバスターミナルであるのみならず、グレイハウンドと提携し、中西部を中心に長距離バスを走らせるジェファーソン・ラインズのバスターミナルも兼ねている。このバスターミナルには、ミネアポリス・セントポール方面とファーゴ・ビスマーク・ビリングス方面を結ぶバスや、ブレイナード・グランドフォークス方面へと至るバスが発着する。また、メトロバス・トランジット・センターからは、ビッグレイクでミネアポリスのノーススター通勤列車に接続する、ノーススターリンクというバスも発着する。
アムトラックの駅はダウンタウンからミシシッピ川を渡った東岸にあり、シアトル・ポートランドとシカゴとを結ぶ長距離列車エンパイア・ビルダー号が、西行・東行とも1日1便停車する。

## 教育

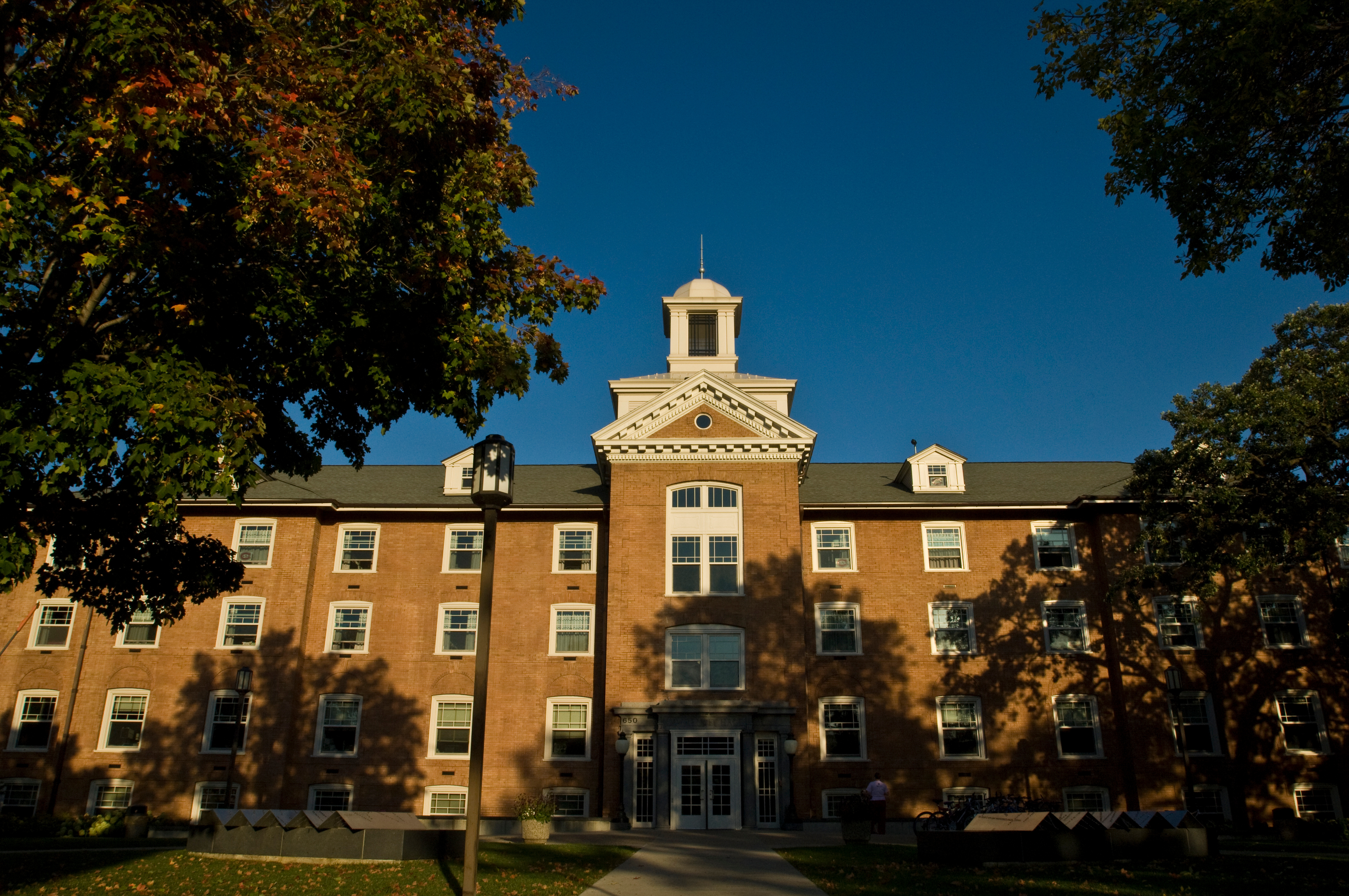
セントクラウド州立大学

セントクラウド州立大学はダウンタウンの南、ミシシッピ河畔に100エーカー（404,700m2）のキャンパスを構えている。同学は1869年に創立した州立総合大学で、学部に200の専攻・副専攻プログラムを、また大学院修士課程には60以上、博士課程には2つの学位授与プログラムを有し、約14,000人の学生を抱えている。同学のスポーツチーム、ハスキーズはNCAAディビジョンIIに属しており、特にレスリングチームは、これまでに4度のディビジョン優勝を果たしている。セントクラウド州立大学は、USニューズ&ワールド・レポートの大学ランキングでは、中西部の「地方区の大学」の中で120位前後という評価を受けている。また、同学はミネソタ州立大学機構が秋田校を開校する際の幹事校であり、現在では同校キャンパス跡地に立地する国際教養大学や、秋田大学と提携している。
カトリック系のセント・ベネディクト大学とセント・ジョンズ大学は、ともにセントクラウド近郊にキャンパスを置いている。また、ダルースに本部キャンパスを置くカトリック系のセント・スカラスティン大学は、州内にいくつかあるサテライトキャンパスのうちの1つであるセントクラウドキャンパスを、近郊のサーテルに置いている。

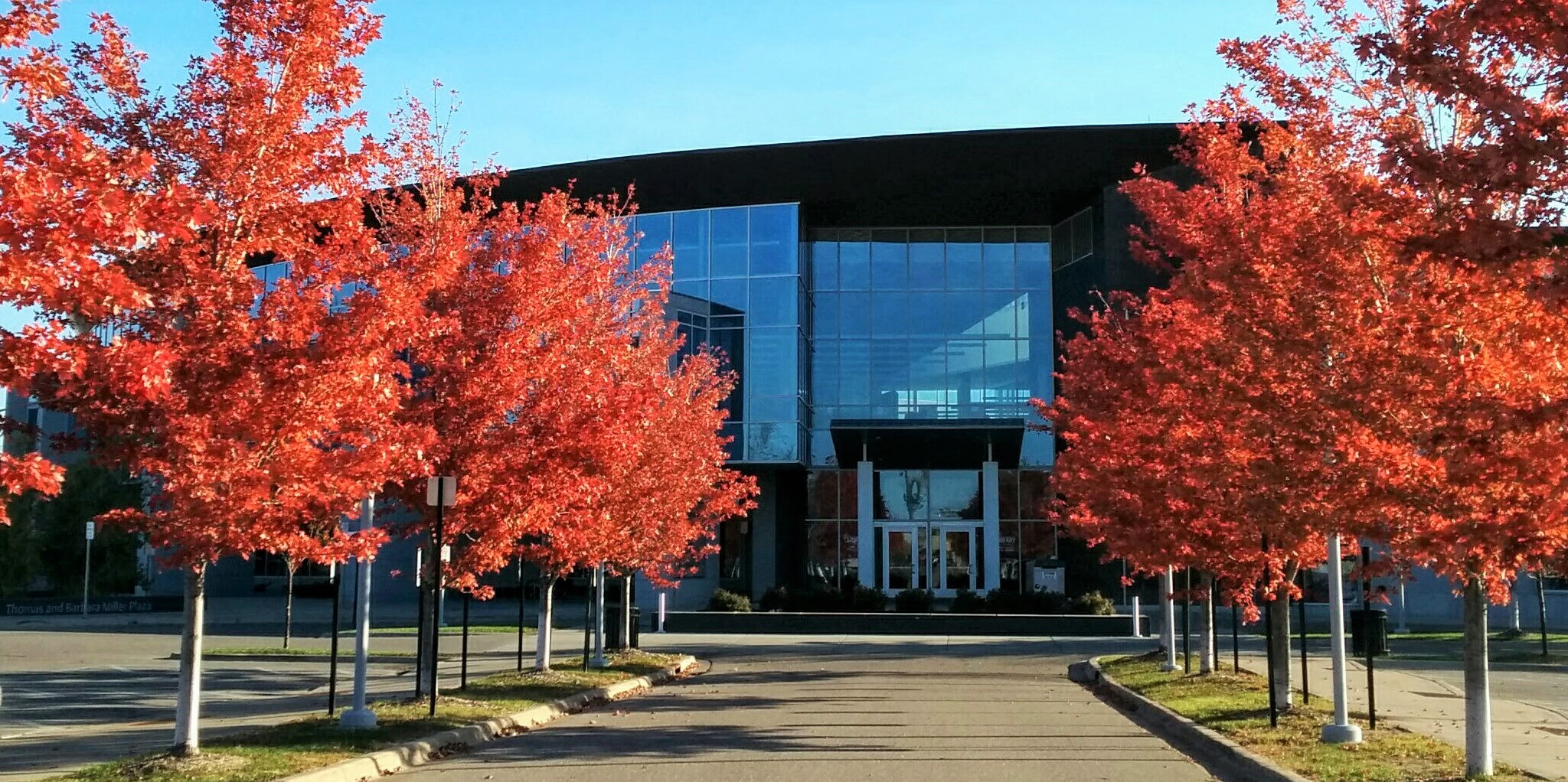
セントクラウド図書館

セントクラウドおよびその周辺地域におけるK-12課程は、セントクラウド地域学区（第742学区）の管轄下にある公立学校によって主に支えられている。同学区は小学校8校、中学校3校、高校2校、およびオルタナティブ教育校3校を有し、約10,000人の児童生徒を抱えている。また、カトリックのセントクラウド司教区は、セントクラウド市内に6校のカトリック系学校を置いている。
セントクラウドにはグレートリバー地域図書館の本館であるセントクラウド図書館が置かれている。グレートリバー図書館はミネソタ州中央部の6郡を管轄区域とし、管轄区域内に32館の図書館を置いており、登録利用者数は115,000人、所蔵する書籍・CD・DVDは100万点を超える。

## 文化と名所
セントクラウドのダウンタウンから西南西へ約3.5km、市西端の33rdアベニューと2ndストリート・サウスの南西角にはスターンズ歴史博物館が立地している。同館とその研究センターはスターンズ郡およびミネソタ州中央部の歴史に関する事物を収蔵し、展示することを通じて住民と歴史・文化を結び付けることを目的としている。同館の主な展示物としては、スターンズ郡の自然史や入植史、パン自動車会社などが挙げられる。また、同館はセントクラウドの歴史において顕著な実績を残した女性たちに関する展示も行っている。
セントクラウドのダウンタウンにはパラマウント芸術センターが立地する。同館は1921年に建てられたシャーマン・シアターという劇場を改修したもので、劇場のほかギャラリーやスタジオも有し、芸術教室も開かれている。
市の南西には採石場公園が立地する。683エーカー（27.64km2）の広さを持つこの公園は、セントクラウドを「御影石の街」と呼ばせしめ、1992年まで採掘が行われていた、御影石の採石場跡を公園へと変えて1998年に開園したものである。大小さまざまな採石場跡は、遊泳やスクーバダイビング、ロッククライミング等に使われている。また、冬季にはクロスカントリースキーのコースも設けられている。
セントクラウド州立大学からミシシッピ川を渡った対岸には、ムンシンガー・ガーデンズ、およびクレメンス・ガーデンズという2つの植物園が立地している。ムンシンガー・ガーデンズは、1890年に建てられた製材所を、1930年に市の公園局長に就任したジョセフ・ムンシンガーが公園に変え、その後温室等の設備を建てて植物園としたものである。その東隣のクレメンス・ガーデンズは、ビル・クレメンスが1990年に市の公園局に寄付した土地に、その妻バージニアの名を冠したバラ園を造ったのが始まりとなった植物園である。
ミネソタ・ノースダコタ・サウスダコタの3州を管轄するカトリックのミネアポリス・セントポール大司教区は、その管轄下にある9つ（うちミネソタ州には5つ）の司教区のうちの1つをセントクラウドに置いている。セントクラウド司教区は1875年に代理区として創設され、1889年に司教区に格上げされて成立したもので、ミネソタ州中央部・中西部の16郡を管轄区域とし、約133,000人の信者を抱えている。セントクラウド司教区の司教座聖堂であるセント・メアリー大聖堂は、1922年から9年の歳月を費やして建てられ、1931年に完成した。

## 人口動態

### 都市圏人口
セントクラウドの都市圏を形成する各郡の人口は以下の通りである（2010年国勢調査）。なお、セントクラウド都市圏はミネアポリス・セントポール広域都市圏に含まれている。ミネアポリス・セントポール広域都市圏全体の人口については、ミネアポリス#都市圏人口を参照のこと。
セントクラウド都市圏
| 郡           | 州         | 人口      |
| ------------ | ---------- | --------- |
| スターンズ郡 | ミネソタ州 | 150,642人 |
| ベントン郡   | ミネソタ州 | 38,451人  |
| 合計         | 合計       | 189,093人 |

### 市域人口推移
以下にセントクラウド市における1870年から2010年までの人口推移をグラフおよび表で示す。
| 統計年 | 人口     |
| ------ | -------- |
| 1870年 | 2,181人  |
| 1880年 | 2,482人  |
| 1890年 | 7,086人  |
| 1900年 | 8,683人  |
| 1910年 | 10,600人 |
| 1920年 | 15,873人 |
| 1930年 | 21,000人 |
| 1940年 | 24,173人 |
| 1950年 | 28,410人 |
| 1960年 | 32,415人 |
| 1970年 | 39,691人 |
| 1980年 | 42,566人 |
| 1990年 | 48,812人 |
| 2000年 | 59,108人 |
| 2010年 | 65,842人 |

## 姉妹都市
セントクラウドは以下2都市と姉妹都市提携を結んでいる。
- 秋田市（日本） - 1989年にミネソタ州立大学秋田校の開校をきっかけに、セントクラウドと旧雄和町との交流が始まり、1993年に両市町が姉妹都市提携を結んだ。2005年に同町が秋田市に合併された後も交流を継続することになり、翌2006年に同市と再提携を結んだ[29]。
- シュパルト（ドイツ）[51]